# David Alejandro Gómez
David Alejandro Gómez (Pereira, 25 de marzo de 1988) es un futbolista colombiano que juega como defensa lateral y su equipo actual es el Atlético Bucaramanga de la Categoría Primera A de Colombia.

## Clubes
| Club                 | País     | Año           |
| -------------------- | -------- | ------------- |
| Once Caldas          | Colombia | 2006 - 2007   |
| Girardot F.C.        | Colombia | 2008          |
| Pacífico F.C.        | Colombia | 2011          |
| Deportivo Pereira    | Colombia | 2012 - 2013   |
| Cúcuta Deportivo     | Colombia | 2014-2015     |
| Deportivo Pereira    | Colombia | 2016          |
| Once Caldas          | Colombia | 2016-2020     |
| Deportivo Pasto      | Colombia | 2021          |
| Atlético Bucaramanga | Colombia | 2022-presente |

## Resumen estadístico
| País / División  | Partidos | Goles | Promedio |
| ---------------- | -------- | ----- | -------- |
| Once Caldas      | 135      | 2     | 0,01     |
| Total en carrera | 135      | 2     | 0,01     |